# جوناثان رينغ
جوناثان رينغ (بالسويدية: Jonathan Ring) (5 ديسمبر 1991 بالسويد - ) هو لاعب كرة قدم سويدي في مركز الوسط. لعب مع نادي كالمار ونادي فارنامو.

## روابط خارجية
- جوناثان رينغ على موقع اتحاد السويد (السويدية)
- جوناثان رينغ على موقع اتحاد تركيا (لاعب) (الإنجليزية)
- جوناثان رينغ على موقع دوري كوريا الجنوبية (الإنجليزية)
- جوناثان رينغ على موقع قاعدة بيانات كرة القدم.إي يو (الإنجليزية)
- جوناثان رينغ على موقع Soccerway.com (الإنجليزية)
- جوناثان رينغ على موقع عالم كرة القدم.نت (الإنجليزية)